# Johannes Schübler

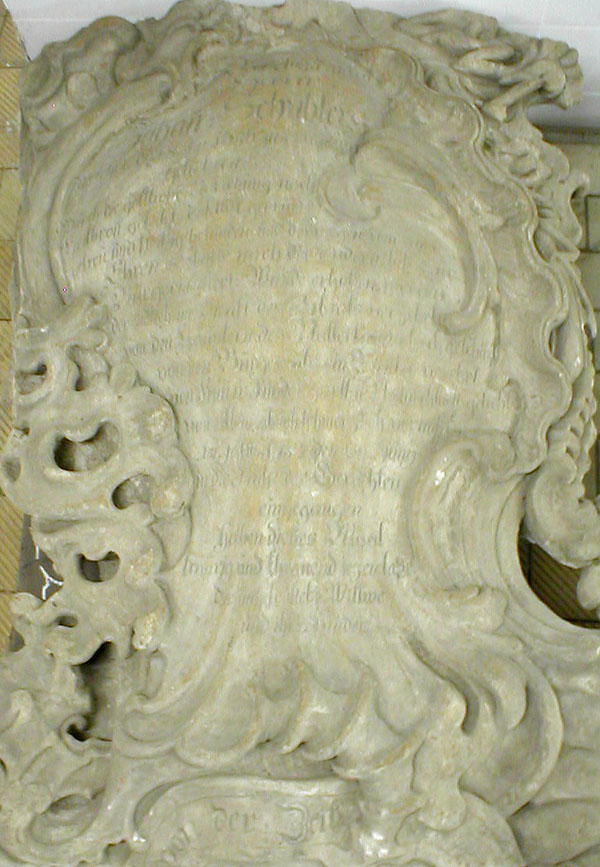
Fragment des Schübler-Grabmals im Heilbronner Lapidarium

Johannes Schübler (* 18. April 1686 in Straßburg; † 24. Juni 1757 in Heilbronn) war von 1734 bis 1757 Bürgermeister von Heilbronn.

## Leben
Schübler war der Sohn des Straßburger Notars Johannes Schübler und der Rentmeisterstocher Eva Maria geb. Müller. Die Eltern starben früh, so dass Schübler anstelle zu studieren nur eine Schreiberlehre bei einem Amtsschreiber absolvierte. 1706 kam er nach Frankfurt am Main, von wo aus er nach Holland weiterziehen wollte, wandte sich jedoch dann nach Heilbronn, wo er ein Stellenangebot in der Stadtkanzlei annahm. 1707 trat er aus der Stadtkanzlei wieder aus, absolvierte eine Notarslehre und wurde 1709 selbst Notar. 1714 erhielt er das Heilbronner Bürgerrecht und wurde Schreiber der städtischen Rechenstube, 1716 Steuerschreiber. 1725 wurde er in den kleinen, inneren Patrizierrat der Reichsstadt Heilbronn („von den burgern“) berufen, wo er den Gepflogenheiten entsprechend in den jeweiligen Ämtern nachrückte. Er war städtischer Baumeister, wurde 1732 Hospitalpfleger, 1733 Steuerherr und ab November 1734 als Nachfolger des verstorbenen Johann Bernhard Orth dritter Bürgermeister und gleichzeitig Vogt des reichsstädtischen Dorfes Flein. 1740 rückte er nach dem Tod von Wilhelm Ludwig Bardili auf die zweite Bürgermeisterstelle auf, nach dem Tod von Johann Ludwig Kübel 1753 auf die Stelle als erster Bürgermeister. Er starb 1757 an den Folgen eines Schlaganfalls und wurde auf dem Friedhof an der Weinsberger Straße beigesetzt. Das schmuckvolle Grabmal Schüblers hat der Bildhauer Johann Baptista Lauggas in Öhringen 1759 gefertigt, Teile davon haben sich im Lapidarium des Stadtarchivs Heilbronn erhalten.
Er war in erster Ehe ab 1715 mit Anna Catherina Eckstein (1693–1716), in zweiter Ehe ab 1721 mit der Stadtschreiberwitwe Maria Elisabeth Städel (1687–1722), und in dritter Ehe ab 1727 mit Maria Margarete Barbara Geiling (1703–1769), einer Tochter des Bürgermeisters Johann Georg Geiling, verheiratet. Den drei Ehen entsprangen insgesamt elf Kinder, von denen lediglich zwei Söhne bekannt geworden sind: Johann Friedrich Schübler (1722–1788) wurde ebenfalls Heilbronner Ratsherr, sein Sohn Christian Ludwig Schübler (1754–1820) später Bürgermeister. Der zweite Sohn von Johannes Schübler, Johann Georg Christoph Schübler (1729–1790) wurde städtischer Beamter in Tübingen.